# Famille Mareschal (Savoie)
Pour les articles homonymes, voir Familles Mareschal.
La famille Mareschal (que l'on trouve également sous la forme Maréchal) est un lignage noble savoyard, mentionnée vers la fin du XIIe siècle, originaire très probablement de Maurienne et implantée à Montmélian, feudataire des comtes de Savoie. Il pourrait s'agir d'une branche issue de la famille vicomtale des Miolans-Charbonnières-La Chambre mais sans preuves à ce jour.
Elle est pour le chanoine Saturnin Truchet (1890-1904) l'une des familles les plus illustres de Maurienne, tandis que le généalogiste Amédée de Foras parle de l'« illustre famille qui a produit les premiers maréchaux de Savoie ».
La famille est éteinte en ligne masculine. La branche Mareschal de Luciane, issue en ligne féminine, fait partie des familles subsistantes de la noblesse française sur preuves de 1457, depuis l'Annexion de la Savoie à la France de 1860.

## Histoire

### De la charge au patronyme
La famille Mareschal semble apparaître avec la mise en place de la charge d'un maréchal par les comtes de Savoie, vers le XIIe siècle, que les membres possèdent de manière héréditaire, hypothèse partagée par la plupart des historiens spécialisés de la région, notamment le généalogiste Amédée de Foras (1893), le général Bordeaux (1925), l'abbé Adolphe Gros (1948) ou encore l'abbé Félix Bernard (1969) ainsi que les médiévistes plus récents comme Bernard Demotz ou encore Guido Castelnuovo. Selon toute vraisemblance le nom de cette fonction héréditaire est devenu un patronyme,. Les Mareschal semblent en tout cas posséder cette charge jusqu'en 1276.
Les formes patronymiques rencontrées dans les documents médiévaux sont Mareschalus (Mareschal ou Maréchal), Marescalus, de Montemeliano (Mareschal de Montmélian ou encore de Montmélian), voire Maréchal de Saint Michel de Maurienne. L'abbé Bernard les nomme Maréchal de Saint-Michel. On trouve également Mareschaux, au cours du XIIIe siècle.
Foras rappelle que quelques auteurs, notamment Samuel Guichenon, ont voulu voir dans cette famille les descendants d'une famille originaire d'Angleterre, les Marshal, qui seraient venus en Savoie dans la suite de Pierre de Savoie. Cependant l'auteur rappelle que cette charge est apparue sous le règne du comte Thomas  Ier, père de Pierre, soit une quarantaine d'années avant la naissance du jeune prince.

### Les premiers Mareschal
Le premier personnage mentionné, selon les documents, serait un certain Petrus Mareschalus — Pierre dit le maréchal — témoin avec Guifredus du comte en Maurienne Thomas Ier, lors d'une donation en 1190, à l'abbaye d'Aulps. Un Wiffredus ou Guifredus Marescalcus, peut être le précédent, fils ou proche parent de Pierre, est mentionné de 1195 à 1222, dans une vingtaine d'actes,. Ce Guifredus est dit, dans un acte de 1197 « ex consiliariis et baronibus Thome sabaudie Comitis ». À partir de 1222, il est mentionné sous les formes désormais de Guifredus ou Viffredus Marescalcus, de Montemeliano, ou simplement Guifredus ou Wiffredus de Montemelioano ou de Montmeliant. Le médiéviste Bernard Demotz indique que la première mention, avec certitude, apparaît dans un acte de 1236, avec Guiffredi Marescalci. Ce dernier apparaît à nouveau dans une charte de la Chartreuse d'Aillon, datée de l'année 1238, sous la forme Willelmus Marescali de Montemeliano, puis plus loin sous la forme Willelmus de Montemeliano domini comitis Maurianensis Marescalcus, (« Guillaume de Montmélian, maréchal du seigneur, comte de Maurienne, en 1238 »).
Foras avance l'hypothèse que « peut-être descendaient-ils des anciens seigneurs de Saint-Michel en Maurienne, qui, eux-mêmes, portaient le nom de la localité où était situé leur fief principal ». Cette hypothèse est partagée et développée par l'abbé Bernard. Les historiens Félix Bernard et Adolphe Gros complètent cette hypothèse et indiquent qu'Ismidon (I) de Saint-Michel (mentionnée en 1151), fils du seigneur Guillaume de Saint-Michel, aurait eu deux fils, Pierre et Ismidon (II), présents comme garants des seigneurs de La Chambre, en 1153,. Ce Pierre serait donc le Petrus Mareschalus cité vers 1190 et auteur de la famille des Mareschal/Maréchal de Saint-Michel, puis de Montmélian.
L'abbé Bernard précise par ailleurs que « Nous avons ajouté, avec assez de vraisemblance, quelques anneaux à cette lignée des seigneurs de Saint-Michel et rattaché en un point précis les Mareschal de Montmélian et de Saint-Michel à la grande famille vicomtale des Miolans-Charbonnières-La Chambre », une hypothèse reprise par ses successeurs,.
Sur l'usage de « Montmélian » dans la qualification, Amédée de Foras conclut qu'« il est même téméraire de supposer que [celle-ci] indique leur véritable origine antique de cette localité et non leur demeure où leur charge les appelait et les fixait à la suite des comtes de Maurienne ou de Savoie. » Pourtant, il s'agit de la thèse retenue par le médiéviste contemporaine, Bernard Demotz, dans l'ouvrage 1000 ans d'histoire de la Savoie. La Maurienne (paru en 2008), où il indique « Originaire sans doute de Montmélian, dans l'entourage du comte, la famille continue son expansion vers la Maurienne (Saint-Michel), le Bugey, Chambéry, le Chablais, etc. »

### Les Mareschal en Savoie

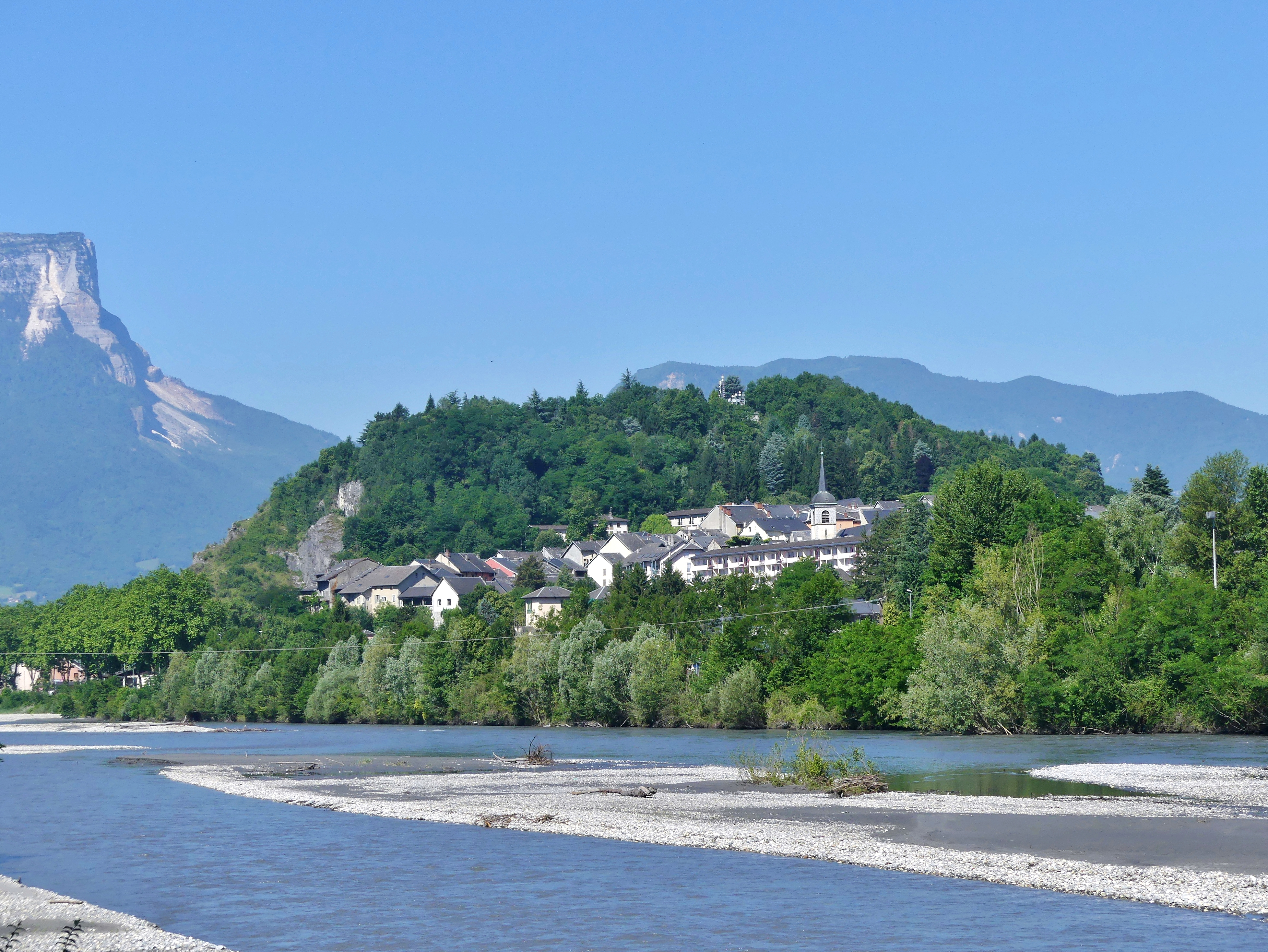
Installation historique de Montmélian, au pied du « Rocher » au bord de l'Isère.

Selon Foras, les Mareschal se sont installés dans ce bourg, considéré comme la clef de la Savoie, contrôlant la route principale entre la France et l'Italie, via la vallée intra-alpine de Maurienne, et dans une moins importance celle passant par la Tarentaise. Ils possèdent les droits notamment sur le pont et le péage qui permet de passer l'Isère.
Le comte Aymon de Savoie désigne dans son testament de 1343 Pierre Mareschal, chevalier, conseiller, puis maître auditeur, comme son exécuteur testamentaire et l'un des membres du conseil de régence pour son fils, Amédée, aux côtés d'autres grands personnages du comté. Cet acte a été signé dans la maison forte du Crest (Crêt), possession des Mareschal,. Ce noble Pierre Mareschal a été châtelain et surtout bailli en Val d'Aoste (1318-1326), puis du Val de Suse (1331). Il a prêté hommage au comte pour ses fiefs de Montmélian, le 11 juin 1324. Il a obtenu par ailleurs les seigneuries de Bonvillaret (1327) et de Montfort (1335). Son fils, Jean Mareschal de Montmélian, est à l'origine de la branche des Mareschal-Meximieux (voir la section « Les Mareschal de Bresse »).
Le château du Crest (Crêt) reste entre les mains des Mareschal-Meximieux jusque vers 1530 où il passe par mariage avec la dernière héritière de la famille, fille de François Mareschal, baron de Meximieux,.

### Les Mareschal en Maurienne

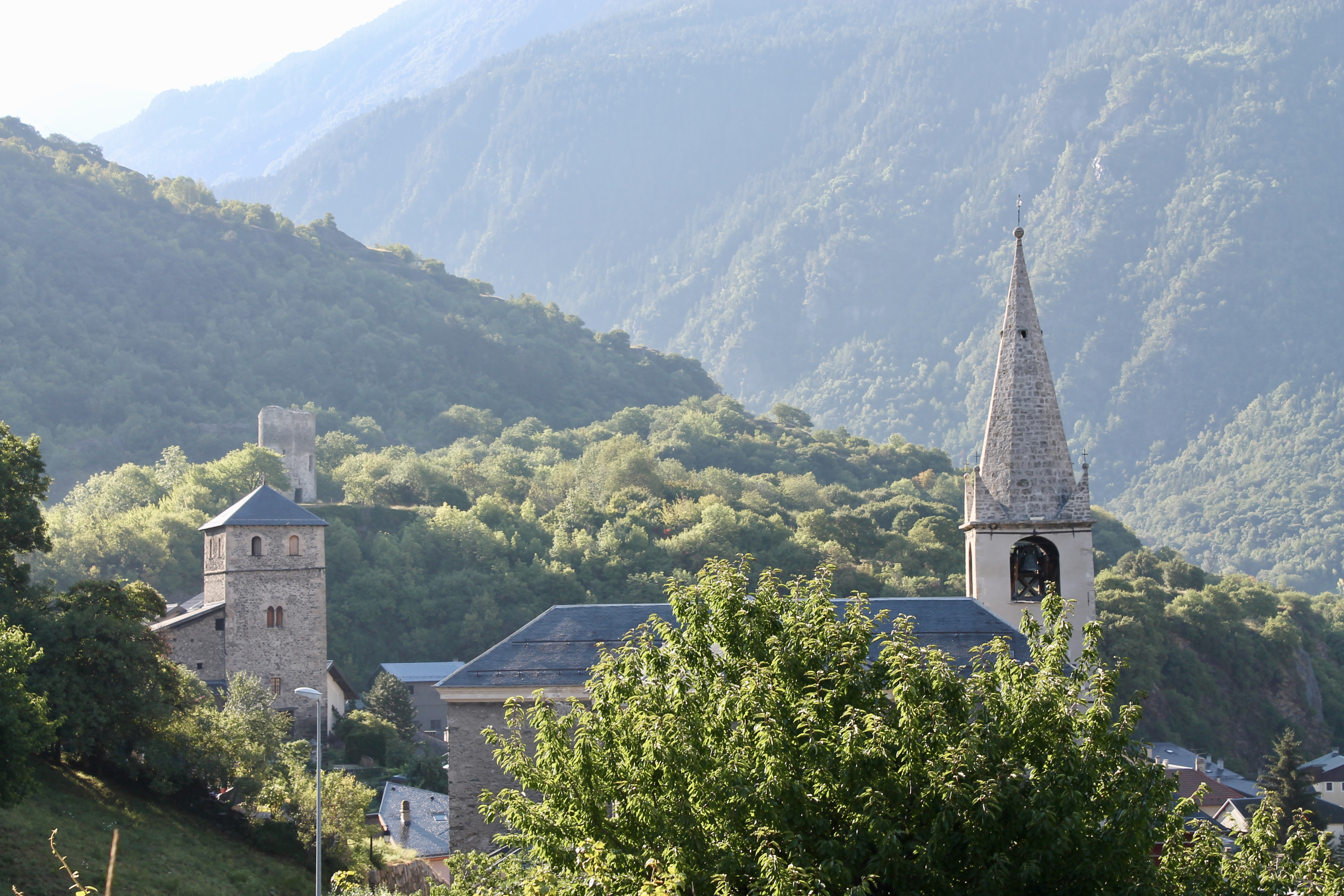
La tour ronde du château de Saint-Michel (arrière-plan), la maison-forte dite « tour carrée » et l'église de Saint-Michel-de-Maurienne.

En 1297, ils sont propriétaires à Montdenis, dans la Maurienne. Quelques années plus tard, en 1309, le 3 des Ides de novembre, Jacques Mareschal, qualifié de damoiseau, fils de Jean Mareschal, prête hommage au comte de Savoie pour le Castrum Sancti Michaelis,,. La filiation s'établit à partir de cette date. Jacques Mareschal a trois fils : Guillaume, auteur de la branche des seigneurs du Châtel et de Saint-Michel et éteints en 1529, Jacques, qui a pour descendant Pierre, baron de Valdisère, à l'origine de la branche des Mareschal-Duyn de Valdisère, et Henri (mort avt. 1388), dont les descendants sont à l'origine de la branche des Mareschal-Luciane (voir ci-après) et du rameau des seigneurs de Fonville et de Surmont (éteint vers la fin du XVIIIe siècle).
Le 31 octobre 1358, la famille Mareschal — par ses représentants le chevalier Jacques Mareschal, ses frères Boniface et Henri Mareschal et leur neveu Antoine, damoiseau — signe un traité avec le comte de Savoie, Amédée VI, dans lequel elle garde ses droits « à propos des hommes, sujets des Mareschal à Saint-Michel », mais abandonne les peines de mort ou de mutilation à l'autorité comtale.
Le chevalier Jean (III) Mareschal de Montmélian, seigneur de Combefort, fils de Pierre, épouse Urbaine de Duin (Duyn),. Il reçoit en 1540 le titre de « Vicomte de Tarentaise » et prend le titre de baron de la Valdisère (Val d'Isère). Ils ont un fils unique Jean (IV), premier à porter le nom de Mareschal-Duyn, vicomte de Tarentaise et baron de la Valdisère,. Le titre se maintient dans la famille jusqu'en 1795. Jean-Marie Mareschal de Duyn, petit-fils de Jean III, épouse en 1570 Gasparde de Cuynes, ils ont deux fils : Pierre, (Jean-)Balthazard et Henri. L'aîné, Pierre, est l'auteur des barons de Valdisère, comtes d'Allinge (1664), et dont la descendance s'éteint en 1781. Le second, Balthazard, est l'auteur des marquis de Malcaz, dont la branche s'éteint en 1793.
Jean-Balthazard (de) Mareschal de Duyn, fils de Jean-Marie de Duyn, seigneur de Saint-Michel, obtient par lettres patentes du 1er juin 1609, le titre de baron de Saint-Michel, sans toutefois posséder la juridiction sur la seigneurie.
Cécille (Sécille, Sicillin) Mareschal de Saint-Michel épouse Pierre Luciane, originaire de Saint-Martin-la Porte,, dont sera issue la branche des Mareschal-Luciane (voir ci-après).

### Les Mareschal de Bresse

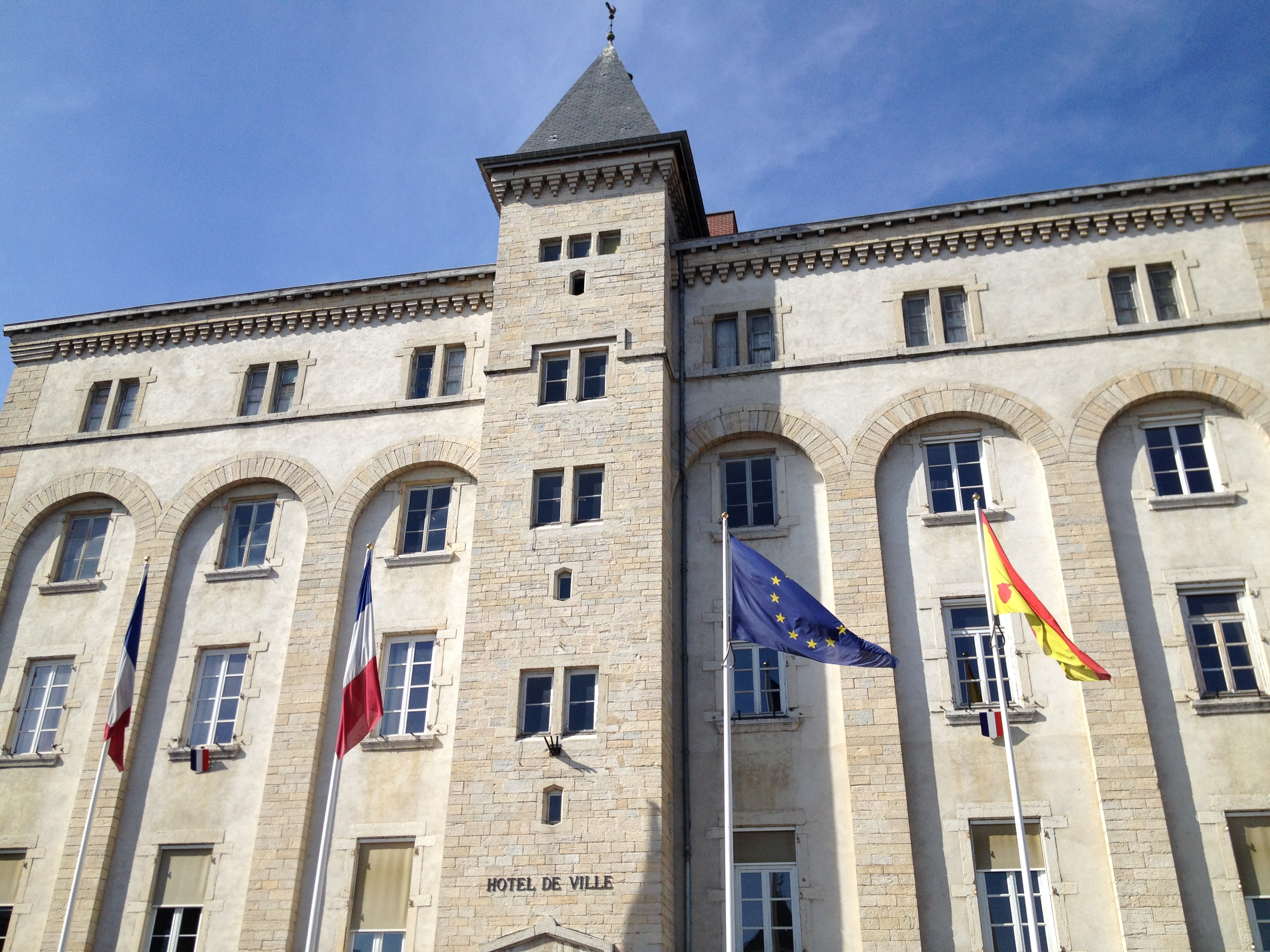
Façade de la mairie de Meximieux, cette dernière a pris comme blason les armes de Mareschal.

Jean (I) Mareschal de Montmélian, seigneur de Bonvillaret (vers 1355-1409), fils de Pierre Mareschal, épouse vers 1383/84 Ancilésie de Chalamont, fille et héritière de Guillaume de Chalamont,, seigneur de Meximieux, Montanay, Troisfontaines (Trois-Fontaines), il a été l'un des premiers chevaliers de l'Ordre du Collier. Le généalogiste Samuel Guichenon, dans son Histoire de la Bresse et du Bugey (1650), donne une généalogie de ces Mareschal, seigneurs de Meximieux — dit branche des Mareschal-Meximieux —, en partie corrigée par le comte de Foras. De l'union de Jean Mareschal de Montmélian († avant septembre 1409) et d'Ancilésie de Chalamont seraient nés trois enfants, Pierre (III) (qui suit), Jacques, fait chevalier et qui donnerait naissance à la branche de Châtel sur Saint-Michel (Maurienne) et comtes de La Val d'Isère, et Antoine, sans postérité. Le généalogiste de Foras valide le mariage avec Ancilésie de Chalamont qui serait morte avant le 27 février 1385. Cette date est celle de la confirmation franchises accordées à Meximieux au nom de Pierre (III) par son père Jean Mareschal. Est également témoin, Jean, un bâtard. Jean (I) Mareschal épouse en secondes noces Simonne, veuve de Jean II de Coligny († 1396), seigneur de Cressia, (Jura). Pour descendance, il aurait eu donc Pierre (III), avec Ancilésie de Chalamont, que le comte de Foras fait mourir avant son père. Guichenon donne pour épouse de Pierre (III), Alix de Corgenon, héritière de Jean de Corgenon, toutefois de Foras juge cette alliance comme étant « probablement une erreur ». Guichenon donne André-Humbert Mareschal (qui suit) pour son fils, alors que Foras considère qu'il s'agit d'un frère cadet de Pierre (III).
Humbert (I) Mareschal-Meximieux est chevalier et devient seigneur de Bonvillaret (1409-v. 1460), de Meximieux, héritier de Montanay, Corgenon, Troisfontaines, de la Tour de Déaul et de Bonvillard, Montfort, du Crest et de la Tour de Freynière. Il épouse Jeanette de Menthon, avec qui il a six enfants,. Guichenon le donne pour mort près de Dole. Pour la suite, les deux auteurs s'accordent. L'aîné, François (I) hérite dans un premier temps de la seigneurie de Montanay, puis de Meximieux,. François (I) Mareschal-Meximieux est notamment responsable des fortifications en Bresse en 1449, avec le titre de capitaine général. Cette nomination semble être contestée par les syndics de la province. Tout comme ses prédécesseurs, il confirme les franchises obtenues par Meximieux, le 3 septembre 1459. Il épouse Jeanne de Vissac, fille d'Antoine, seigneur d'Arlent,. Lors d'un partage avec ses frères, il obtient la maison forte de Saint-Ours, ainsi qu'un fief à Saint-Julien-en-Maurienne. L'une de ses sœurs, Jeanne († avt. 1463), épouse en 1437 Jean Chabod, dit « seigneur de Lescheraines » par Foras. Le comte de Foras indique que le duc est présent à la cérémonie. L'un des frères cadet, Jean (II), est seigneur de Montfort, Bonvillaret (v. 1460-v.1475), du Crest et la Tour de la Freynière,. Il épouse Philippine Alleman, fille du chevalier Antoine, seigneur de Saint-Georges (Dauphiné), ils ont trois enfants (deux filles et un garçon Humbert (II) qui suit),. Les derniers frères cadets, Louis (I) est abbé de Saint-Rambert-en-Bugey (1438-1480), et Antoine hérite de la Tour de Deaul,. C'est l'un des fils de ce dernier, Georges, qui succède à Louis (I) à la tête de l'abbaye de Saint-Rambert-en-Bugey. Les deux autres fils aînés d'Antoine Mareschal-Meximieux héritent pour l'un, Hugues (ou Hugonet), de la maison forte du Crest, et en étant chargé avec son second frère, Guillaume, de la co-seigneurie de Revonas.
Jean (II) Mareschal-Meximieux lègue à son fils Humbert (II), chevalier, les titres de Montfort et de Bonvillaret (v.1475-v.1503). Guichenon lui avait donné, par erreur, pour père Claude. Humbert (II), sans postérité, teste en 1503 en faveur de son neveu François (II) Mareschal et lui lègue « tous ses droits sur Bonvillaret, Monfort et peut-être une part du Crest et de la Tour de la Freynière » (Foras).
Le dernier héritier mâle des Mareschal-Meximieux est le chevalier François (II) Mareschal, seigneur de Meximieux et du Crest,. Il est devenu en 1503 l'héritier universel de son cousin, Humbert (II) Mareschal-Meximieux, ainsi que des droits et charges de Hugues (ou Hugonet) Mareschal-Meximieux, son oncle à la mode de Bretagne,. Il épouse Philippine-Françoise de Luyrieu, petite-fille par sa mère du duc Charles de Bourgogne. Cette dernière lui apporte en dot les seigneuries de Cueille (Bugey), de Savigny (Revermont), de Corcelles et du Bourg-Saint-Christophe (Bresse), d'Arintho, de Tramelay (Comté). Tant cette alliance que son mérite lui permettent d'être dans les bonnes grâce du duc de Savoie, Charles III, notamment d'être conseiller du duc et Grand-Chambellan de Savoie, ambassadeur à Rome et en Suisse, mais aussi de faire ériger ses terres de Meximieux et Bourg-Saint-Christophe en baronnie par lettres patentes du 14 août 1514, d'après Guichenon,,. Il est chargé notamment par le duc d'accompagner en Italie la princesse Philiberte de Savoie, sœur cadette du duc, promise à Julien de Médicis, duc de Nemours. L'abbé Page fait remarquer que François (II) Mareschal profite de son statut d'ambassadeur pour obtenir du pape Léon X « l'érection de l'église de Saint-Apollinaire en collégiale, ainsi que la création d'un chapitre de chanoines à Meximieux (1515) ».
François (II) Mareschal laisse pour unique héritière Isabeau Mareschal qui épouse, vers 1530, Charles de Seyssel-La Chambre, seigneur de Sermoyer. Vers 1530, le père de cette dernière meurt et l'ensemble des possessions « les seigneuries de Meximieux et de Montaney (Montanay) et du Crest » passent aux Seyssel, de la branche des seigneurs de Sermoyer et barons de Meximieux.

### La branche des Mareschal-Luciane
Du mariage de Cécille Mareschal de Saint-Michel et de Vénérable Messire Pierre Luciane, originaire de Saint-Martin-la Porte sont nés deux fils, Antoine († av. 1479) et Gabriel († 1479). Ce dernier fait de son cousin, Louis Mareschal de Saint-Michel, fils de Girard Mareschal de Saint-Michel, son héritier, le 26 juillet 1479, s'il accepte toutefois de porter le nom et les armes des Luciane,.
Alexis-Antoine de Mareschal-Luciane (1779-1853), officier, est qualifié dans plusieurs documents militaires de comte, sans qu'un acte d'anoblissement soit connu. Son fils, François-Clément (1843-1917), également officier, porte également ce titre.
La famille est subsistante en 2020. Elle est adhérente à l'Association d'entraide de la noblesse française depuis 1954.

## Héraldique
| Famille Mareschal | Les armes de la Maison de Mareschal se blasonnent ainsi : D'or à la bande de gueules chargée de 3 coquilles d'argent. Devise des Menthon est : PORTANTUR STEMMATA COELO, ASSEZ À TEMPS,. |

Adolphe Gros souligne que la présence des coquilles d'argent indique la participation aux croisades.

## Branches familiales
Les Mareschal de Savoie se sont subdivisés selon les branches suivantes :
- Mareschal-Meximieux : D'or à la bande de gueules, accompagné de six coquilles du même rangées en orle[34] (éteinte au XVIe siècle dans la famille de Seyssel)
- Mareschal de Saint-Michel de Maurienne dont les branches :
  -  Mareschal (de) Duyn (de) La Val d'Isère : Écartelé 1 et 4 d'or à la croix de gueules (de Duyn), 2 et 3 d'or, à la bande de gueules, chargée de trois coquilles d'argent (de Mareschal)[34] dont
    - Marquis de Marclaz

  - Maréchal de Saumont
  - Mareschal-Bertrand, à Saint-Martin-la-Porte[8]
- Maréchal-Luciane : Écartelé 1 et 4 d'or à la bande de gueules, chargée de trois coquilles d'argent (de Mareschal), 2 et 3 d'or à deux brochets (Foras) — ou bars (Gros)[36] — adossés, d'azur (de Luciane)[34]. Ils portent par la suite Mareschal pur[34].

La présence des deux bars / brochets est issue des armes des Luciane,.

## Titres et possessions

### Titres de noblesse
Les membres de cette famille ont porté au cours des périodes les titres suivants :
- marquis de Marclaz (1671)[38],[39] ;
- comtes de Somont/Saumont, de la Val-d'Isère (obtenu en 1540, baronnie érigée en 1617)[40] ;
- vicomtes de Tarantaise (1540)[20] ;
- barons de la Val d'Isère (1540)[20], de Bois, de Saint-Michel (1609), de Saint-Hélène-des-Millières ;

### Seigneuries
- Seigneurs puis barons de Meximieux (1384[41],[23], 1514[41],[23]), Montanay, Troisfontaines, Corgenon, La Cueille, Deaul et Revonas, Saint-Pierre de Sénozan, du Parc, etc.
- Seigneur du Crest près de Montmélian, des Bauges, de Bonvillaret (1327)[13], de Charmoisy, de Châteauvieux (1751), de Cuynes, d'Épagny, de Grignon, de Gruffy, de Lully, de Montfort (1335)[13], de Vuache ; coseigneur d'Anthey, de Bernex, de Boëge.

### Châteaux
- Château de Combefort (v. 1190-1740)[42].
- château du Crest ou Crêt (XIVe au XVIe siècle), en Combe de Savoie[14].
- Château de Saint-Michel (castrum sancti Michaelis), vers 1309, succédant aux Saint-Michel, en Maurienne[4],[43].
- Tour de Deaul (achat 1358-1483), en Revermont.
- Maison forte de Marclaz (par mariage 1659-1795), en Chablais[38],[39].
- Seigneurie de Vuache, pour moitié (à partir de 1706)[44],[45].

## Charges
La famille Mareschal est vassale des comtes puis ducs de Savoie.
Certains membres ont été baillis comtaux :
- Val d'Aoste (1318-1326)[16] ;
- Val de Suse (1331)[16].

Des membres des différentes branches de la famille ont été châtelains pour les comtes de Savoie de, :
- Veillane (Avigliana), Suse et Rivoli, formant une seule entité (1246-1252[47] ;
- Veillane (Avigliana) (1333-1338)[48] ;
- Cusy (1315-1318) ;
- Maurienne (1210, 1450, 1599-1609, 1635) ;
- Ugine (1310-1315).

## Personnalités
- Maréchaux de Savoie (XIIe au XIIIe siècle).
- Trois abbés de Saint-Rambert-en-Bugey : Louis I (1438-1480) ; Georges (1481) et Jean III (1503).
- Noble François Mareschal, chevalier, baron de Meximieu, seigneur, conseiller du duc de Savoie, grand chambellan de Savoie, ambassadeur de Savoie en Suisse et à Rome, gouverneur du comte de Genève[49].
- François-Clément de Mareschal de Luciane (1843-1917), officier, membre effectif de l'Académie des sciences, belles-lettres et arts de Savoie[31], qui succède à Amédée de Foras pour la rédaction des volumes de l'Armorial et nobiliaire de l'ancien duché de Savoie .

### Fonds d'archives
- Fonds Clément de Mareschal de Luciane (1234-1860).  Cote : FR.AD073 10F 1-391. Chambéry : Archives départementales de la Savoie. ([PDF] Répertoire numérique et index, 53 pages, Version 2008 Version en ligne).